# Dead by April (альбом)
«Dead by April» (укр. Помер до квітня) — це однойменний дебютний альбом шведського металкор-гурту Dead by April, який вийшов 13 травня 2009 року. Це єдиний альбом, на якому виступив колишній гітарист Йоган Олссон.
Альбом увійшов у шведський хіт-парад під номером 2, між такими альбомами, як «Relapse» від Eminem під номером 3 та «21st Century Breakdown» від Green Day під номером 1.

## Передумови
24 жовтня 2008 року було оголошено, що Dead by April підписав контракт з Universal Music.

У офіційному прес-релізі Universal Music пише:
«Нерідко ви зустрічаєте групи з такою рушійною силою, як Dead by April. Вони є дивовижними авторами пісень, що переконують живими виступами і мають великий потенціал для досягнення успіху. Ми надзвичайно пишаємося та раді, що вони обраний для роботи нас»
Група почала працювати над альбомом 28 жовтня 2008 року.

## Вихід альбому і просування
Першим синглом альбому стала композиція «Losing You» і вона була розміщена на сторінці колективу на MySpace. Сингл був випущений 6 березня 2009 року. Він став хітом номер один в Швеції. Також пісня привернула увагу до гурту, оскільки була фоновою музикою до реаліті-шоу «Expedition Robinson 2009».
18 квітня вийшов список композицій разом із обкладинкою альбому.
Альбом, в основному, складається з перезаписаних демо-версій пісень, за винятком двох нових треків: «What Can I Say» та «Sorry for Everything». Один із них, «What Can I Say», став другим синглом для альбому і був презентований 16 вересня, а третій сингл «Angels of Clarity» — через 12 днів (28 вересня). На усі сингли, крім «What Can I Say» були зняті відеокліпи.
Сам альбом вийшов 13 травня 2009 року в Швеції і дебютував на другій позиції в шведському чарті. 3 серпня альбом вийшов у Великій Британії на лейблі Spinefarm Records.
На додаток до оригінального CD вийшло лімітоване видання альбому, що містить додатковий бонус-трек і DVD.

## Критика
Франк Троян з журналу Rock Hard назвав альбом сумішшю «джаз-року і жорсткого металкору» і порівнює його з творчість таких груп як: Sonic Syndicate, My Chemical Romance, Killswitch Engage і Billy Talent.
У огляді на сайті Allmusic навпаки вважають, що альбом це щось спільне між групами Sevendust і Dark Tranquillity. Також там відмічається і сама музика, що вийшла невибагливою та такою, що легко запам'ятовується.

## Список композицій
| #                         | Назва                  | Тривалість |
| ------------------------- | ---------------------- | ---------- |
| 1.                        | «Trapped»              | 3:08       |
| 2.                        | «Angels of Clarity»    | 3:41       |
| 3.                        | «Losing You»           | 3:57       |
| 4.                        | «What Can I Say»       | 3:08       |
| 5.                        | «Erased»               | 3:26       |
| 6.                        | «Promise Me»           | 3:34       |
| 7.                        | «Falling Behind»       | 3:26       |
| 8.                        | «Sorry for Everything» | 3:44       |
| 9.                        | «In My Arms»           | 4:25       |
| 10.                       | «Stronger»             | 4:00       |
| 11.                       | «Carry Me»             | 3:48       |
| 12.                       | «A Promise»            | 3:37       |
| 13.                       | «I Made It»            | 3:49       |
| Загальна тривалість 47:42 |                        |            |

| Лімітоване видання        | Лімітоване видання | Лімітоване видання |
| #                         | Назва              | Тривалість         |
| ------------------------- | ------------------ | ------------------ |
| 14.                       | «Leaves Falling»   | 3:23               |
| Загальна тривалість 51:05 |                    |                    |

| Бонусні треки             | Бонусні треки                         | Бонусні треки |
| #                         | Назва                                 | Тривалість    |
| ------------------------- | ------------------------------------- | ------------- |
| 14.                       | «Leaves Falling»                      | 3:23          |
| 15.                       | «My Saviour»                          | 3:13          |
| 16.                       | «Losing You» ((альтернативна версія)) | 3:30          |
| Загальна тривалість 57:48 |                                       |               |

### Додатковий DVD
- «Відеоблог»
- «The Making Of»
- «Losing You» (Відеокліп)
- «Losing You» (Караоке-версія)
- «Photo Slide» (Фото з концертів)
- «Інтерв'ю»

## Учасники запису
- Джиммі Стрімелл — вокал
- Понтус Г'єльм — гітара, клавішні, беквокал, зведення
- Йоган Олссон — гітара
- Маркус Весслен — бас-гітара
- Алескандер Свенініґссон — барабани